# 海因里希·冯亨德尔-马志尼
海因里希·拉斐爾·愛德華·弗萊赫爾·馮亨德爾-馬志尼（德語：Heinrich Raphael Eduard Freiherr von Handel-Mazzetti，1882年2月19日—1940年2月1日）是一名奧地利植物學家，因其發表許多關於中國植物區系的著作和對中國的植物學探索而知名。他是小說家恩里卡·馮亨德爾-馬志尼的表兄。

## 生平
馮亨德爾-馬志尼曾在維也納大學主修植物學，並於1907年獲得博士學位。1905年起，他在維也納植物研究所擔任助理。1925年，他被任命為自然歷史博物館館長。
他早期的研究包括對瑞士（1906年）、波士尼亞與赫塞哥維納（1909年）的科學考察，以及對美索不達米亞和庫德斯坦的考察（1910年）。1914年，他代表奧地利科學院前往中國，在雲南（1914年－1916年）、四川（1914年）、貴州（1917年）、湖南（1917年－1918年）進行植物學研究。在中國，他還進行了製圖調查。1919 年，他回到維也納，將時間和精力投入到中國植物研究中。
他著有《中國西南地區的植物學先驅：一戰期間一位奧地利植物學家的經歷和印象》（Naturbilder aus Südwest-China : Erlebnisse und Eindrücke eines österreichischen Forschers während des Weltkrieges，1927年），後被譯為英文。
奧地利的克雷姆斯明斯特、聖帕爾滕、施瓦嫩施塔特、施泰爾、韋爾斯和維瑟爾堡，以及林茨和維也納等城市都有以馮亨德爾-馬志尼命名的街道。

## 外部連結
- Entry （页面存档备份，存于） in the Österreichisches Biographisches Lexikon 1815–1950